# Хилл, Хосе Роберто
Хосе Роберто Хилл (исп. José Roberto Hill; 13 января 1945 — 20 декабря 2005, Мехико, Мексика) — известный мексиканский актёр.

## Биография
Родился 13 января 1945 года в Мексике. Дебютировал в кино в 1964 году, в возрасте 19 лет. Всего снялся в 21 мексиканских фильмах и сериалах, некоторые из которых стали классикой. В последний раз он снялся в 1999 году и порвал с кинематографом по причине начавшихся угроз в его адрес и адрес его жены. Он был женат на композиторе Маргарите Бош, у них было двое дочек.
После угроз, адресованных ему и его жене, он продал квартиру в Мехико и порвал с кинематографом. В начале 2005 года актёр с женой возвратился в Мехико, где вновь получил угрозы расправы.
Был жестоко убит 20 декабря 2005 года в Мехико. Киллер произвёл в актёра 16 выстрелов. Обстоятельства убийства актёра неизвестны. Президент Мексики Висенте Фокс выразил родным и поклонникам актёра соболезнование и взял расследование убийства под личный контроль. Похоронен на мексиканском кладбище Пантеон , где похоронены известные мексиканские деятели.

### Расследование убийства
Очень быстро удалось выявить организатора его убийства — им оказалась мексиканская организованная террористическая преступная группировка, которая занимается разбойными нападениями в отношении известных мексиканских деятелей, похищениями, а также убийствами известных мексиканских деятелей политики, культуры, спорта, и искусства. Свои преступления против известных деятелей члены организованной террористической преступной группировки направляли против простых мексиканцев, чтобы посеять панику. Ранее эта же группировка в сентябре 2002 года похитила Лаура Сапата и её сестру. В том же 2005 году от рук этой преступной группировки погибла известная мексиканская актриса Мариана Леви.
В перестрелке с полицией половина бандитов была уничтожена, также погибли десятки сотрудников полиции. Преступникам дали от 25 лет до пожизненных сроков. По состоянию на сегодняшний момент, главари бандитов, осуждённые на пожизненные сроки сожгли одну из тюрем и сбежали оттуда и теперь вновь занимаются особо тяжкими преступлениями в отношении известных латиноамериканских и мексиканских деятелей. Бывший президент Мексики Энрике Пенья Ньето отдал приказ на беспощадное уничтожение бандитов, если те продолжат губить жизни величайших деятелей.

## Семья
Отец актрис и певиц Марии и Майи Карунны, выступавших в группе Caló.
Жена композитор Маргарита Бош.

## Фильмография

### Теленовеллы телекомпанииTelevisa
- 1967 — Возвышенная любовь — эпизод
- 1968 — Испытание любви — Исмаэль
- 1980 — Мама — эпизод
- 1980 — Колорина
- 1980 — Пелусита — Патрисио
- 1982 — Небеса не простят — Петронио
- 1984 — Гваделупе — Херардо
- 1984 — Да, моя любовь — Пабло
- 1984 — Принцесса — Данило
- 1985 — Женщина, случаи из реальной жизни (22 сезона) (1985—2007) — роль (7 сезонов) (1994—2002)
- 1985 — Бьянка Видаль — доктор Карлос Паласиос
- 1987 — Дикая Роза — Рохелис
- 1989 — Просто Мария — Эстебан (дубляж — Сергей Паршин)
- 1990 — В лезвие смерти — эпизод
- 1999 — Ради твоей любви — эпизод

### Кинофильмы
- 1969 — Большой куб — эпизод
- 1970 — Кристо, 70 — Хайме